# Basara (Pirot)
Basara (em cirílico: Басара) é uma vila da Sérvia localizada no município de Pirot, pertencente ao distrito de Pirot, na região de Visok. A sua população era de nenhum habitante segundo o censo de 2011.

## Demografia
| 1948 | 1953 | 1961 | 1971 | 1981 | 1991 | 2002 | 2011 |
| ---- | ---- | ---- | ---- | ---- | ---- | ---- | ---- |
| 204  | 175  | 127  | 94   | 37   | 19   | 8    | 0    |